# Conjux
Conjux is een gemeente in het Franse departement Savoie (regio Auvergne-Rhône-Alpes) en telt 187 inwoners (2005). De plaats maakt deel uit van het arrondissement Chambéry.

## Geografie
De oppervlakte van Conjux bedraagt 1,7 km², de bevolkingsdichtheid is 110,0 inwoners per km².
De onderstaande kaart toont de ligging van Conjux met de belangrijkste infrastructuur en aangrenzende gemeenten.

## Demografie
Onderstaande figuur toont het verloop van het inwonertal (bron: INSEE-tellingen).